# International Journal of Plant Sciences
Международный журнал наук о растениях (англ. International Journal of Plant Sciences, ISSN 1058-5893) — научный журнал для публикации исследований в различных областях ботаники, включая генетику и геномику растений, их биохимию и физиологию, цитологию и морфологию, систематику, палеоботанику и экологию.

## История
Журнал основал в 1875 году John M. Coulter.
Ранее носил следующие названия:
- 1875—1876 — Botanical Bulletin
- 1876—1991 — Botanical Gazette.

Издаётся в Чикаго издательством University of Chicago Press в США. Электронная версия журнала доступна в интернете начиная с выпусков 1998 года.
Журнал в 2009 году вошёл в Список 100 самых влиятельных журналов биологии и медицины за последние 100 лет по данным Special Libraries Association.